# دیوید بلوتی
دیوید بلوتی (انگلیسی: Davide Belotti؛ زادهٔ ۲۴ مهٔ ۱۹۷۲) بازیکن فوتبال اهل ایتالیا است.
از باشگاه‌هایی که در آن بازی کرده‌است می‌توان به باشگاه فوتبال اینتر میلان، باشگاه فوتبال ویچنزا، باشگاه فوتبال آ. ا. ک آتن، و باشگاه فوتبال مونتسا اشاره کرد.